# Castillo de Häringe
El Castillo de Häringe  (Häringe slott) es una antigua mansión en Södermanland, Suecia. Se localiza a 35 km de Estocolmo y se encuentra dentro de la Reserva Natural de Häringe-Hammersta.

## Historia
El actual edificio principal fue construido a iniciativa de Gustav Horn, Conde de Pori (1592-1657) y fue completado en 1657. Tras la muerte de Gustaf Horn, la mansión fue heredada por su hija Agneta Horn (1629-1672).
Häringe fue heredado por la nieta de Agneta Horn, Agneta Wrede, en 1696 y en 1730 por su hija Hedvig Catharina De la Gardie (1695-1745) esposa de Magnus Julius De la Gardie. En 1745 fue adquirido por el hijo menor de ambos, el Conde Carl Julius De la Gardie (1729-1786). La propiedad fue comprada en 1769 por el Mayor General Fabian Löwen  (1699-1773).
En la década de 1930, el castillo fue renovado y modernizado por el ingeniero e industrial Torsten Kreuger (1884-1973). Desde 2017, la instalación es propiedad del empresario Veselin Vesko Mijač, que opera el castillo como hotel y centro de conferencias.